# Части неё
«Части неё» (англ. Pieces of Her) — американский телесериал, созданный Шарлоттой Стаудт по одноимённому роману Карин Слотер.
Премьера состоялась на сервисе Netflix 4 марта 2022 года.

## Сюжет
30-летняя Энди живёт в маленьком городке и ведёт тихую и размеренную жизнь, но однажды становится жертвой массового расстрела в местной закусочной. Несколько мгновений спустя она становится свидетелем того, как её мать, Лора, с легкостью устраняет угрозу. По мере того, как Энди начинает разгадывать действия своей матери в тот день, её взгляд на их семейные отношения принимает новый оборот. Вскоре вновь появляются фигуры из прошлого ее матери, и она вынуждена бежать. Во время путешествия она пытается найти правду, которую её мать давно похоронила.

## В ролях
- Тони Коллетт — Лора Оливер
- Белла Хиткот — Энди Оливер, дочь Лоры
- Омари Хардвик — Гордон Оливер, бывший муж Лоры и отчим Энди
- Дэвид Уэнэм — Джаспер Куэллер
- Джессика Барден — Джейн Куэллер
- Джо Демпси — Ник Харп
- Терри О’Куинн — Мартин Куэллер
- Гил Бирмингем — Чарли Басс, куратор Лоры по программе защиты свидетелей.

## Производство и премьера
О начале работы над проектом стало известно 5 февраля 2019 года, когда сервис Netflix заказал 8-серийный сериал.
В феврале 2020 года Тони Коллетт и Белла Хиткот получили главные роли в будущем сериале. В мае 2020 года Дэвид Уэнэм присоединился к актёрскому составу, а в январе 2021 года — Джессика Барден, Джо Демпси и Омари Хардвик присоединились к основному актёрскому составу. В феврале 2021 года Гил Бирмингем, Терри О’Куинн и Калум Уорти присоединились к актерскому составу в эпизодических ролях.
Первоначально предполагалось, что съёмки сериала начнутся 16 марта 2020 года и завершатся 17 июля 2020 года в Бернаби. После того, как правительство Австралии выделило 21,58 млн австралийских долларов на производство фильма «Спайдерхед», чтобы поддержать местную экономику во время пандемии COVID-19, съёмки были перенесены в Сидней, где и прошли в начале 2021 года.
Премьера состоялась на сервисе Netflix 4 марта 2022 года. Согласно данным Netflix top 10s в период с 27 февраля по 3 апреля 2022 года количество просмотров сериала составило 227 470 000 часов на Netflix по всему миру.

## Критика
На сайте Rotten Tomatoes фильм имеет рейтинг 50 % основанный на 34 отзывах, со средней оценкой 5.70/10. Консенсус критиков сайта гласит: «Хотя Тони Коллетт героически пытается собрать „Кусочки неё“ воедино, эта громоздкая тайна слишком запутана предысторией, чтобы удовлетворительно соединиться вместе». На Metacritic средневзвешенная оценка составляет 52 из 100 на основе 18 рецензий.
Энджи Хан, из The Hollywood Reporter, высоко оценила игру Коллетт на протяжении всего сериала, назвав её «увлекательной для просмотра». Хан также отметила, что сериал «теряет обороты» после первых трёх серий, описав персонажа Беллы Хиткот как «механизм, продвигающий повествование вперед», без какого-либо развития характера.